# Изход от Египет
Изходът от Египет събитие от Стария Завет на Библията, превърнато в мит за произход на древния Израил – според библейския разказ израилтяните са освободени от робство от своя бог Яхве и по тази причина му принадлежат. Разказът за Изхода обхваща старозаветните книги „Изход“, „Левит“, „Числа“ и „Второзаконие“, описващи събитията след смъртта на Йосиф, потеглянето на израилтяните от Египет, техните скитания в пустинята, включително завета от Синай, до тяхното пристигане на границите на Ханаан.
Археологическите свидетелства не подкрепят историческата точност на библейския разказ, който не е създаден като исторически текст в съвременния смисъл, а трябва да демонстрира намесата на Бог в историята, чрез пленяването и спасението на израилтяните и завета му с тях. Според голямото мнозинство съвременни учени, той е оформен в епохата на Втория храм, но въз основа на по-древни традиции, като може да бъде проследен в текстовете на пророците от VIII век пр. Хр.
Изходът заема централно място в юдаизма и до наши дни се споменава ежедневно в молитвите и се отбелязва с празника Пасха.
През елинистичната епоха, наред с други антисемитски теории, се появява обяснението на Изхода от египтянина Манетон, според когото той представлява прогонване на група прокажени от страната.